# 2-Naftilamina
2-Naftilamina es una amina aromática confirmada como cancerígena, por lo que su uso se ha prohibido en numerosos países. Es uno de los dos isómeros de aminonaftaleno, compuesto con la fórmula C10H7NH2. Es un sólido normalmente incoloro, pero tendiente a ponerse rojo por la oxidación. En la industria, es utilizado para producir azoderivados, en la fabricación de tintes y como antioxidante de caucho. En los países en los que está prohibida, ya no se produce comercialmente y solo se usa para fines de investigación.

## Seguridad
La 2-Naftilamina es un carcinógeno confirmado, causa principalmente cáncer de vejiga. Puede afectar a las personas expuestas al ser inhalada y pasar a través de la piel debido a que es un compuesto muy liposoluble, por lo que debe manipularse con extrema precaución. En altos niveles, puede interferir con la capacidad sanguínea de transportar oxígeno, causando dolor de cabeza, cansancio, mareos y metahemoglobinemia (piel y labios azulados). A niveles más altos puede causar dificultades respiratorias, colapso e incluso la muerte. Aunque no se han realizado pruebas, se sospecha que esta sustancia tiene también daño potencial para afectar la reproducción humana.

### Niveles de exposición
Debido a que es una sustancia potencialmente tóxica y cancerígena, instituciones como la OSHA o la NIOSH, no han establecido límites de exposición para los trabajadores expuestos a esta sustancia, recomendando que la exposición se limite a la concentración más baja posible, misma recomendación que en México establece la STPS a través de la norma oficial mexicana NOM-010-STPS-2014.

### Vigilancia a la salud
Los trabajadores expuestos a esta sustancia deben ser sometidos a un programa de vigilancia a la salud que incluya al menos cada seis meses la medición de la concentración de hemoglobina a fin de descartar el exceso de absorción de compuestos aromáticos de un anillo. También realizar análisis de anilina, aminofenol en orina y búsqueda de hematuria o microhematuria en orina. Asimismo, es recomendable realizar al menos una vez al año, análisis clínicos con orientación dermatológica, hematológica (para descartar daño hepático), neumológica (para descartar asma bronquial), neurológica, espirometría, hemograma, así como una prueba de citología exfoliativa vesical para descartar cáncer de vejiga en estos trabajadores expuestos.